# ألان برانتون
ألان برانتون (بالإنجليزية: Alan Brunton)‏ هو كاتب مسرحي وشاعر نيوزيلندي، ولد في 14 أكتوبر 1946، وتوفي في 27 يونيو 2002.